# Clyzomedus laosicus
Clyzomedus laosicus är en skalbaggsart som beskrevs av Stefan von Breuning 1962. Clyzomedus laosicus ingår i släktet Clyzomedus och familjen långhorningar.
Artens utbredningsområde är Laos. Inga underarter finns listade i Catalogue of Life.